# داریو تمپستا
داریو تمپستا (انگلیسی: Darío Tempesta؛ زادهٔ ۱۵ فوریهٔ ۱۹۶۰) بازیکن فوتبال اهل آرژانتین است.